# Martigné-Briand

Martigné-Briand este o comună în departamentul Maine-et-Loire, Franța. În 2009 avea o populație de 1,876 de locuitori.